# Не ховай очей
«Не ховай очей» (с укр. — «Не прячь глаза») — песня украинской певицы Ирины Билык, выпущенная в 2018 году.

## Видеоклип
Видеоклип был представлен в тот же день, что и песня, в международный день борьбы с гомофобией, 17 мая 2018 года. Режиссёром клипа стал Юрий Движон, который ранее снял для Билык клипы «Волшебники» и «Не питай». По задумке в клипе снялись десять героев, которые «не прячут глаз» и открыто говорят о своей сексуальной ориентации и гендерной идентичности. Одним из них стал сам режиссер.
Премьера клипа состоялась Посольстве Германии в Украине в рамках торжественного приема по случаю Международного дня борьбы с гомофобией, трансфобией и бифобией. На презентации клипа присутствовала сама Ирина Билык.

## Список композиций
- «Не ховай очей» — 3:27[1]
- «Не ховай очей» (Shnaps & Sanya Dymov Remix) — 3:32[4]
- «Не ховай очей» (Remix by Boosin) — 3:40[5]

## Чарты
| Чарт (2018)      | Пиковая позиция |
| ---------------- | --------------- |
| СНГ (TopHit)     | 284             |
| Украина (TopHit) | 16              |
| Киев (Tophit)    | 19              |

| Чарт (2018)      | Позиция |
| ---------------- | ------- |
| Украина (Tophit) | 60      |

## Награды и номинации
| Год  | Награда | Категория            | Результат | Прим.  |
| ---- | ------- | -------------------- | --------- | ------ |
| 2019 | YUNA    | Лучший эстрадный хит | Номинация | [ 10 ] |

## Документальный фильм
Киевпрайд совместно с режиссером Юрием Движоном представили в 2018 году документальный фильм «Не ховай очей», который был приурочен к национальному дню каминг-аута. Во всем мире его отмечают 11 октября. В фильме герои клипа, среди которых правозащитница София Лапина, поэтесса Анна Кукушкина, трансгендерная модель и блогер Юлия Гельцман, модель Нантина Дрончак и другие, рассказали о своем выборе быть открытыми представителями ЛГБТ и объяснили, почему это для них важно. В клипе и фильме снялся и сам режиссер Юрий Движлон, что стало его публичным каминг-аутом. Премьера состоялась в эфире Нового канала и на YouTube.
19 июня 2019 года была представлена вторая часть фильма под названием «Не ховай очей-2. Наши в США: фильм про украинских ЛГБТ-эмигрантов».